# Alexandre de Bernay
Alexandre de Paris, também conhecido como Alexandre de Bernay (Bernay, 1150 — Paris, 1190), foi um poeta normando do século XII, que escreveu Li romans d'Alexandre (Romance de Alexandre), um dos primeiros poemas escritos em francês sobre as façanhas míticas de Alexandre, o Grande. Foi composto em versos de doze sílabas, nomeados alexandrinos após esta obra (ou possivelmente após ele). Sua obra é notável por retratar Alexandre, o Grande, não apenas como uma figura divina, e inspirou uma série de textos subsequentes que serviram para introduzir Alexandre, o Grande, dentro do contexto da Europa Medieval.

## Obras publicadas
- Li Romans d'Alexandre
- Athis e Prophilias [4]
- La belle Hélène de Constantinople [4]